# Cheikha Remitti
Saadia El Ghizania, más conocida como Cheikha Remitti (árabe: شيخة ريميتي) (Tessala, 8 de mayo de 1923 - París 15 de mayo de 2006), fue una cantante argelina de raï.

## Primeros años
Cheikha Remitti nació en 1923 en Tessala, una pequeña aldea cerca de Sidi Bel Abbes, en la parte oriental de Argelia, que en esa época era parte de Francia.
Fue nombrada Saadia, que significa alegre. Sin embargo, sus primeros años fueron difíciles debido a que perdió sus padres y tuvo que trabajar en el campo y en otros lugares para vivir.

## Inicios de su carrera
A los 15 años, Remitti se unió a una compañía de músicos argelinos tradicionales y aprendió a cantar y bailar. En 1943, se mudó al pueblo Relizane y empezó a componer sus propias canciones. Estas describían la dura vida de los argelinos pobres, enfocándose en la lucha para sobrevivir, los placeres del sexo, el amor, el alcohol y la amistad y las realidades de la guerra.
Tradicionalmente, este tipo de canciones solo eran interpretadas de forma privada en bodas, pero eran consideradas crudas e inadecuadas para eventos formales. Remitti fue una de las primeras que cantó este tipo de canciones públicamente, lo cual hizo usando una mezcla de slang y patois. A pesar de haber compuesto más de 200 canciones, Remitti fue analfabeta durante toda su vida.

## Carrera en Argelia
Remitti se volvió famosa en Argelia a través del boca a boca durante la Segunda Guerra Mundial hasta que fue apadrinada por un popular músico argelino, Cheikh Mohammed Ould Ennems, quien la llevó a Argel donde ella realizó su primera transmisión radial. Poco después, ella cambió su nombre por Cheikha Remitti.
Remitti realizó su primera grabación en 1952, Cheikha Remettez Reliziana, la cual constaba de tres canciones y fue producida por Pathé Records. Esta grabación contenía la popular canción "Er-Raï Er-Raï." Sin embargo, este no fue el trabajo que la lanzó a la fama. Dos años más tarde, Remitti causó sensación cuando lanzó "Charrak Gattà," la cual animaba a las jóvenes a perder su virginidad, lo cual escandalizó a los musulmanes ortodoxos. Su apariencia y sus canciones provocaron que las fuerzas nacionalistas que luchaban en la guerra de Independencia de Argelia la denunciaran por cantar música "folclórica pervertida por el colonialismo."
Cuando Argelia ganó su independencia en 1962, el gobierno prohibió que sus canciones fueran reproducidas en radio y televisión debido a que estas fueron reproducidas en esos medios bajo el control francés durante la lucha por la independencia. Sin embargo, sus canciones siguieron siendo populares entre la clase trabajadora y ella continuó cantando en eventos privados.

## Carrera internacional
Durante los años 1970, Remitti interpretaba principalmente para inmigrantes argelinos en Francia. Ella regresó brevemente a Argelia en 1971. Allí resultó herida gravemente en un accidente automovilístico (permaneciendo en coma durante tres semanas) en el que tres de sus músicos murieron.
Cuatro años más tarde, realizó un Hajj, luego del cual su estilo de vida (aunque no así la letra de sus canciones) cambió drásticamente. Remitti dejó de fumar y de beber, pero continuó cantando y bailando y a mediados de los años 1980, cuando el raï se volvió llamativo para los jóvenes argelinos, Remitti obtuvo gran popularidad y fue considerada la mamie du Raï (abuela del raï). En los años 1980, Remitti se mudó a París, pero nunca perdió sus lazos con Argelia.

## Últimos años y muerte
Su música llegó a países occidentales, lo que la llevó a realizar conciertos en grandes ciudades en todo el mundo. También colaboró con Robert Fripp y Flea en la realización del LP Sidi Mansour en 1994.
Su último álbum fue N’ta Goudami, lanzado en 2006, el cual obtuvo críticas positivas. A pesar de haber sido censurada en Argelia, Remitti realizó la grabación de este álbum en Orán, ciudad en la que el raï tuvo origen.
Remitti murió en París debido a un ataque cardíaco el 15 de mayo de 2006. Tenía 83 años. Dos días antes de su muerte había realizado una presentación en Le Zénith ante 4500 personas.

## Discografía selecta
Durante más de 50 años, Remitti grabó más de 400 casetes, 300 sencillos y varios CD, entre los que se encuentran:
- N'ta Goudami (2006)
- Salam Maghreb (2001)
- Live European Tour 2000 (2001)
- L'etoile du Rai (2001)
- Nouar (2000)
- Trab Music (2000)
- Cheika (1996)
- Ghir al Baroud (1996)
- Sidi Mansour (1994)